# Mohamed Bouzidi
Pour les articles homonymes, voir Bouzidi.
Mohamed Bouzidi, né le 6 mai 1994, est un coureur cycliste algérien.

## Biographie
En 2017, Mohamed Bouzidi prend la troisième place du championnat d'Algérie du contre-la-montre. Au Tour du Sénégal, il se classe quatrième du classement général, après avoir porté le maillot de leader. Il rejoint ensuite la nouvelle équipe continentale Natura4Ever-Sovac en 2018.

## Palmarès sur route

### Par année
- 2013
  - 3e du championnat d'Algérie sur route espoirs
- 2014
  - 5e étape du Challenge Spécial Ramadan
- 2015
  - Challenge Spécial Ramadan :
    - Classement général
    - 1re, 2e, 6e et 7e étapes
- 2017
  - 3e étape du Tour de Jijel
  - 1re étape du Grand Prix international de la ville d'Alger[2]
  - 3e du championnat d'Algérie du contre-la-montre
- 2019
  - 2e étape du Grand Prix Chahid Didouche Mourad
  - 2e du championnat d'Algérie sur route
- 2022
  - Grand Prix Chahid Didouche Mourad :
    - Classement général
    - 3e étape

  - 4e étape du Tour de Sidi Bel Abbès
  - 3e du Tour de Sidi Bel Abbès

### Classements mondiaux
| Année           | 2015 | 2016 | 2017 | 2018 | 2019 |
| --------------- | ---- | ---- | ---- | ---- | ---- |
| UCI Africa Tour | 177e | 195e | 61e  | 114e | 45e  |

## Palmarès sur piste

### Championnats d'Afrique
- Casablanca 2018
  -  Médaillé d'argent de la vitesse par équipes
  -  Médaillé de bronze de la poursuite par équipes

### Championnats arabes
- Sharjah 2017
  -  Médaillé de bronze de la vitesse par équipes[8]